# 和歌山県立医科大学
和歌山県立医科大学（わかやまけんりついかだいがく、英語: Wakayama Medical University）は、和歌山県和歌山市紀三井寺811-1に本部を置く日本の公立大学。1945年創立、1948年大学設置。大学の略称は和医大。

## 沿革等

### 年表
- 1945年2月8日 - 和歌山市美園町５丁目に和歌山県立医学専門学校として創設。
- 1947年6月18日 - 旧制の和歌山県立医科大学予科を設置。
- 1948年2月20日 - 旧制の和歌山県立医科大学を設置（正式の医大開設）。
- 1952年2月20日 - 新制の和歌山県立医科大学を設立し、医学部を設置。
- 1955年1月1日 - 和歌山県立医科大学附属病院紀北分院開院。
- 1960年3月31日 - 和歌山県立医科大学大学院を設置。
- 1963年4月　　 - 大学本部および基礎医学部門移転認可（九番丁）
- 1996年4月1日 - 和歌山県立医科大学看護短期大学部を設置。
- 1998年9月1日 - 紀三井寺競馬場跡に移転。
- 1999年5月8日 - 新附属病院診療開始。
- 2004年4月1日 - 和歌山県立医科大学看護短期大学部看護短期大学部の改組により、保健看護学部を設置。
- 2006年4月1日 - 和歌山県の公立大学法人和歌山県立医科大学が設置運営する大学となる。
- 2008年4月1日 - 和歌山県立医科大学大学院保健看護学研究科修士課程を設置。
- 2010年9月24日 - 和歌山県立医科大学附属病院紀北分院の建て替えが完了。
- 2013年4月1日 - 和歌山県立医科大学大学院保健看護学研究科博士課程を設置。
- 2021年4月1日 - 薬学部を設置。

### 目標
和歌山県立医科大学は、医学及び保健看護学に関する学術の中心として、基礎的、総合的な知識と高度で専門的な学術を教授研究し、豊かな人間性と高邁な倫理観に富む資質の高い人材の育成を図り、地域医療の充実などの県民の期待に応えることによって、地域の発展に貢献し、人類の健康福祉の向上に寄与する。

### 基本方針
- 1.高等教育及び学術研究の水準の向上に資する。
- 2.高度で専門的かつ総合的な能力のある人材の育成を行う。
- 3.学生の修学環境の充実を図る。
- 4.高度で先進的な医療を提供する。
- 5.地域の保健医療の発展に寄与する活動を行う。
- 6.地域に生涯学習の機会を提供する。
- 7.地域社会との連携及び産学官の連携を行う。
- 8.人類の健康福祉の向上に寄与するための活動を行う。

### 校章
校章の意匠は、和歌山県が生んだ医聖・華岡青洲が全身麻酔薬として用いた植物「まんだらげ（チョウセンアサガオ）」の花に「医」の文字をデザインしたものである。「まんだらげ」の花の絵は陶芸家富本憲吉氏の作で、元々は昭和38年に開催された医学総会のため描かれたものである。その後に「医」の文字を付加して、和歌山県立医科大学のマークとして永年親しまれてきた歴史を経て、昭和62年に正式に校章として認定された。

### 特徴
教員の出身大学をみると、他大学の出身者が少ない傾向にある。

## 組織

### 学部・学科
- 医学部
  - 医学科
- 所在地 - 和歌山市紀三井寺811-1（北緯34度11分22.9秒 東経135度10分54.5秒 / 北緯34.189694度 東経135.181806度）
- 保健看護学部
  - 保健看護学科
- 所在地 - 和歌山市三葛580（北緯34度11分43秒 東経135度11分24.6秒 / 北緯34.19528度 東経135.190167度）
- 薬学部
  - 薬学科
- 所在地 - 和歌山市七番丁25-1（北緯34度13分51秒 東経135度10分19秒 / 北緯34.23083度 東経135.17194度）

### 大学院
- 大学院
  - 医学研究科（2023年度入学者まで）
    - 医科学専攻（修士課程）
    - 地域医療総合医学専攻（博士課程）（4年制）
    - 構造機能医学専攻（博士課程）（4年制）
    - 機関病態医学専攻（博士課程）（4年制）

  - 医学薬学総合研究科（2024年4月開設予定）
    - 生命医療学専攻（博士課程）（4年制）
    - 生命医療科学専攻（博士前期課程・博士後期課程）
- 所在地 - 和歌山市紀三井寺811-1（北緯34度11分22.9秒 東経135度10分54.5秒 / 北緯34.189694度 東経135.181806度）
  - 保健看護学研究科
- 所在地 - 和歌山市三葛580（北緯34度11分43秒 東経135度11分24.6秒 / 北緯34.19528度 東経135.190167度）

### 専攻科
- 助産学専攻科（修業年限1年）

### 付属機関
- 図書館
  - 紀三井寺館
  - 三葛館
- センター
  - 国際交流センター
  - 健康管理センター
  - 生涯研修センター
  - 教育研究開発センター
  - 臨床技能研修センター
  - 卒後臨床研修センター
  - 地域医療支援センター
- 共同利用施設
  - RI実験施設
  - 中央研究機器施設
  - 動物実験施設
- その他
  - 高度医療人育成センター

## 対外関係

### 他大学との協定
国際・学術交流等協定校
- 上海交通大学医学院（中国・上海市）
- 山東大学（中国・山東省）
- 香港中文大学（中国・香港）
- マヒドン大学（タイ王国）
- コンケン大学医学部（タイ王国）
- ソウル大学（韓国）

## 事件・不祥事
病院から現金受領
同大学医局の教授だった男性が2002年から2005年にかけ、2つの民間病院から、正規の寄付金とは別枠で、計290万円の現金を受け取っていたことが判明した。また、医局で勤務する秘書や研究補助員について、複数の腎臓透析関連病院が、2011年末まで給与を肩代わりし続けていたことも明らかになっている。
清掃業者による職務強要
同大学の清掃業務等の業者選定に際し、和歌山市内の清掃業者が、同大学の職員に対し、無断で県議の名前を持ち出す形で入札結果の見直しなどを迫った疑いが浮上し、大阪地検特捜部は2012年11月1日に、この県議の事務所などの家宅捜索を行ったが、関与した事実は全くなかった。
「超過勤務手当を認めず」「1～2時間にわたり説教」「勤務時間中にアダルトサイト」…部下へのパワハラで男性技士長を懲戒処分
和歌山県立医大は14日、付属病院内で部下にパワーハラスメントをしたなどとして、 付属病院臨床工学センターの男性技士長（35）を停職1カ月の懲戒処分にしたと発表した。 
医大によると、技士長は同じ職場だった部下の男性（32）が請求した超過勤務手当を認めなかったり、1～2時間にわたり叱ったりした。男性は3月31日付で依願退職した。 
技士長はほかにも、勤務時間中にアダルトサイトを見たり、超過勤務手当を不正受給したりしていた。

## 著名な卒業生
- 上野直人 - テキサス大学MDアンダーソンがんセンター教授、米国腫瘍内科医、米国一般内科医、チーム医療、患者学の第一人者。

## 交通アクセス
- JRきのくに線紀三井寺駅から徒歩約10分
- 和歌山バス「医大病院」停留所（大学敷地内）もしくは「医大病院前」停留所（国道42号沿い）下車すぐ。「医大病院東口」（県道135号線沿い）から徒歩約6分。